# Friedrich Wöhler
Friedrich Wöhler (Frankfurt-Eschersheim, 31 juli 1800 – Göttingen, 23 september 1882) was een Duits scheikundige. Hij bereikte grote bekendheid dankzij zijn synthese van ureum, maar hij was ook de eerste die verscheidene elementen isoleerde.

## Leven
Wöhler werd geboren in Frankfurt-Eschersheim, dicht bij Frankfurt am Main. In 1823 voltooide hij zijn studie geneeskunde in Heidelberg aan het laboratorium van Leopold Gmelin. Hij onderwees scheikunde van 1825 tot 1831 aan de Polytechnische School in Berlijn; daarna werkte hij tot 1836 aan de Hogere Polytechnische School in Kassel. Vervolgens werd hij professor in de Scheikunde aan de Universiteit van Göttingen, waar hij tot zijn dood verbleef. In 1872 kreeg hij de Copley Medal.

## Werk
Wöhler wordt beschouwd als pionier in de organische chemie, dankzij zijn (toevallige) samenstelling van ureum in 1828. Tot die tijd geloofde men dat organische substanties slechts onder de invloed van essentiële kracht op de organismen van dieren en planten konden worden gevormd. Wöhler, die door middel van een kunstmatig proces ureum van anorganische materialen maakte, bewees dat deze aanname onjuist was. Synthese van ureum was een belangrijke stap in de biochemie omdat het aantoonde dat een samenstelling waarvan werd gedacht dat deze slechts door biologische organismen kon worden geproduceerd in een laboratorium, in de gecontroleerde omstandigheden van levenloze substantie zou kunnen worden geproduceerd. Deze synthese in vitro van organisch materiaal weerlegde de algemene theorie (vitalisme) over visvitalis, een transcendente „levenskracht“ nodig voor het produceren van organische samenstellingen. Door aan te tonen dat ammoniumcyanaat ureum kan worden door een interne overgang van de atomen, leverde Wöhler een van de eerste en beste voorbeelden die van isomerisme, en hij weerlegde hiermee de oude opvatting dat gelijkheid van samenstelling niet in twee organismen, A en B, met verschillende fysieke en chemische eigenschappen kon co-existeren. In het jaar van zijn ureumsynthese werd Wöhler professor. Hij was toen 28 jaar. Twee later jaar, in 1830, publiceerde Wöhler samen met Justus von Liebig de resultaten van een onderzoek naar cyaanzuur, cyanurisch zuur en ureum. Berzelius noemde het in zijn rapport aan de Koninklijke Zweedse Academie van Wetenschappen het belangrijkste onderzoek in de fysica, chemie en mineralogie dat in dat jaar werd gepubliceerd. De resultaten waren vrij onverwacht, en leverden extra bewijsmateriaal ten gunste van isomerisme.
Wöhler was ook een medeontdekker van beryllium en silicium, evenals de synthese van calciumcarbide.
Sinds de ontdekking van kalium door Humphry Davy had men verondersteld dat alumina, de basis van klei, een metaal in combinatie met zuurstof bevatte. Davy, Oerstedt, en Berzelius probeerden dit metaal te extraheren, maar dit mislukte. Wöhler werkte toen aan hetzelfde onderwerp, en ontdekte het metaal aluminium. Tevens isoleerde hij de elementen yttrium, beryllium en titanium, observeerde dat silicium in kristallen zit, en dat sommige meteorische stenen organische materialen bevatten. Wöhler en Sainte Claire Deville ontdekten de kristallijne vorm van boor, en Wöhler en Buff de waterstofsamenstellingen van silicium.

## Publicaties
- Lehrbuch der Chemie, Dresden, 1825, 4 delen.
- Grundriss der Anorganischen Chemie, Berlijn, 1830.
- Grundriss der Organischen Chemie, Berlijn, 1840.
- Praktische Übungen der Chemischen Analyse, Berlin, 1854.